# Сандер Боскер
Сандер Боскер (нід. Sander Boschker, 20 жовтня 1970, Ліхтенворде) — нідерландський футболіст, воротар, що грав за «Твенте» та збірну Нідерландів.

## Клубна кар'єра
У дорослому футболі дебютував 1989 року виступами за команду «Твенте», в якій і провів усю ігрову кар'єру, яка тривала др 2014 року. Більшість часу, проведеного у складі «Твенте», був основним голкіпером команди. Вигравав у його складі чемпіонат і Кубок Нідерландів, а також Кубок Інтертото.
Протягом 2003—2004 років перебував у розташуванні амстердамського «Аякса», утім так і не заграв у його складі і повернувся до «Твенте».

## Виступи за збірну
Влітку 2010 року провів свій єдиний матч у складі національної збірної Нідерландів. Пізніше того ж року був включений до її заявки на тогорічний чемпіонат світу, де нідерландці здобули «срібло», але сам Боскер лишався резервним воротарем команди.

## Статистика виступів

### Статистика виступів за збірну
| Дата     | Місто     | Господарі  | Результат | Гості | Турнір           | Голи | Примітки |
| -------- | --------- | ---------- | --------- | ----- | ---------------- | ---- | -------- |
| 1-6-2010 | Роттердам | Нідерланди | 4 – 1     | Гана  | товариський матч | -1   | 46'      |
| Усього   |           | Матчів     | 1         |       | Голів            | ?    |          |

## Досягнення
- Чемпіон Нідерландів (2):

«Аякс»:  2003–04
«Твенте»:  2009–10
- Володар Кубка Нідерландів (2):

«Твенте»:  2000–01, 2010–11
- Володар Кубка Інтертото (1):

«Твенте»:  2006.
- Володар Суперкубка Нідерландів (2):

«Твенте»: 2010, 2011
- Віце-чемпіон світу: 2010